# Музика Уругваю

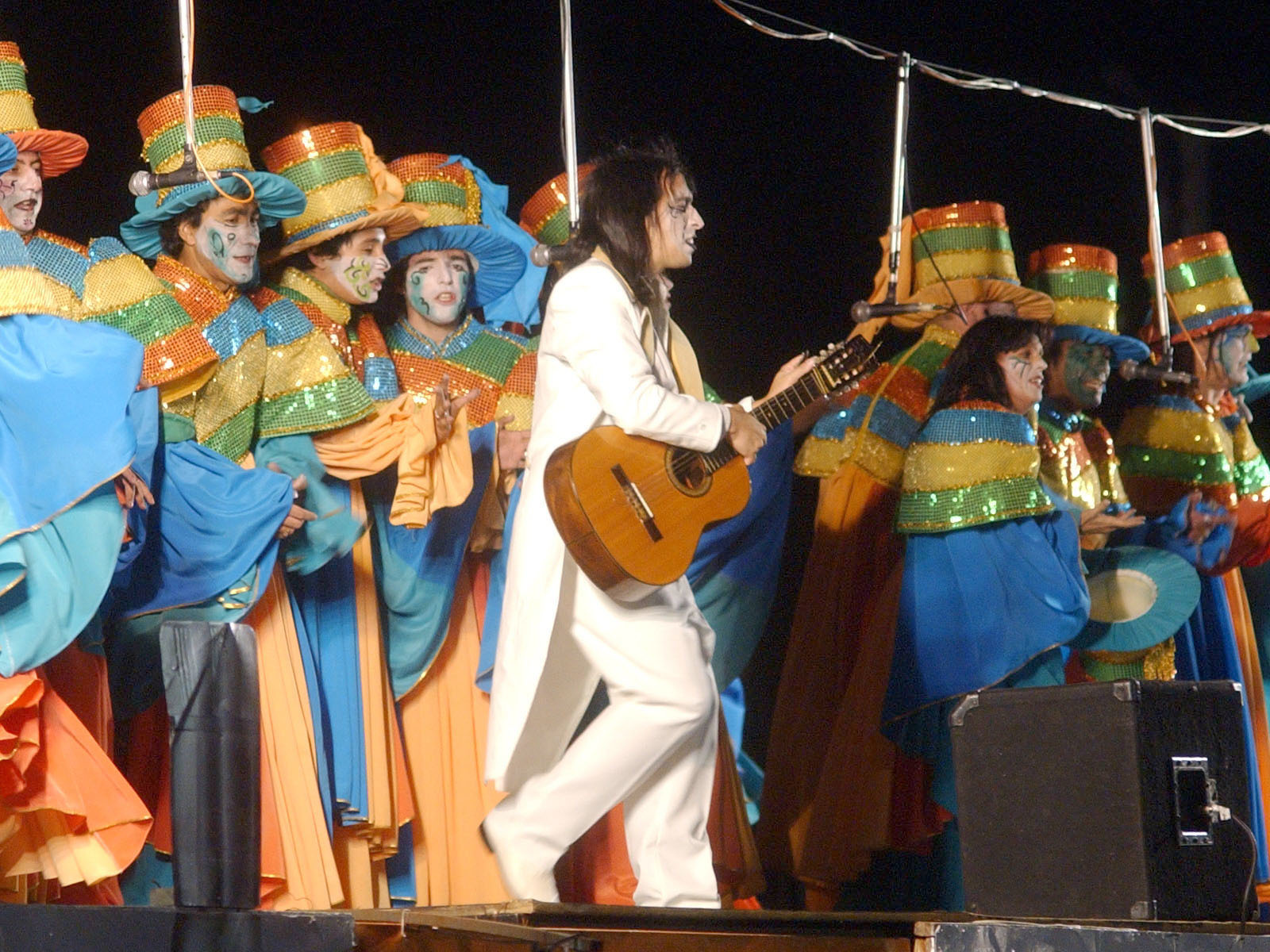
Виконавці мурга на карнавалі

Му́зика Уругва́ю має коріння в іспанській і загальноєвропейській традиції, а також в африканських ритмах.

## Індіанська музика
Музика індіанців чарруа і гуарані, аборигенів Уругваю, вирізнялася трудовими, військовими й обрядовими формами. Основним музичним інструментом чарруа був барабан, видовбаний зі стовбура дерева. Військові танці супроводжувалися грою на трубі, очеретяній флейті пінкільйо, морській раковині. З ударно-шумових інструментів з доколумбових часів існує різновид марака. Використовується також маримба і музичний лук зі струною з кінського волоса. Дізнатись про цю музику можна за окремими свідченнями епохи Конкісти.

## Народна музика
Близька до аргентинської музики з тієї причини, що Уругвай був частиною іспанського королівства Ріо-де-ла-Плата. До популярної музики в обох країнах належать жанри відаліта, тристе, естіло, народний танець перікон, танці сьєліто, мілонга і танго. Видатним збирачем народних пісень є музикознавець Курт Ланге. У фольклорі збереглися форми іспанської музики — вільянсіко, колискові та дитячі пісні, сапатеадо. Уругвайська музика вирізняється яскравою емоційністю. Переважають розміри 3/4 і 6/8. Часто зустрічаються синкопи, змінний ритм, контрастні зміни темпу. Під час карнавалу звучить музика катомбе (catombe) і мурга.

### Катомбе
Катомбе пов'язане з іншими афролатинськими жанрами, наприклад, з кубинським клаве. Африканське рабство поширювалося з півночі на південь, а більшість негрів (70 %) належали до народності банту. Катомбе було частиною їхньої музичної ритуальної культури. В Монтевідео керівний клас вважав цей жанр шкідливим для моралі і його пригнічували. Назва ж через нерозбірливість перетворилася на тамбо або танго. Таємне танго проіснувало до скасування рабства 1846 року. Катомбе почало входити в популярну музику в 1960-х, зокрема завдяки виконавцям Лаґрімі Ріос, Альфредо Сітарросі, Едуардо Матео, Уго Фаторуссо, Рубену Раді, Хайме Роосу і Хорхе Дрекслеру.

### Мурга
Жанр мурга має іспансько-андалуське походження, і він, як і катомбе, зазнав змін з часом. Тепер він пов'язаний зі соціально-політичною сатирою. Популярною цю музику серед уругвайців роблять група Araca la Cana й артисти Хайме Роос, Рубен Рада і Канаріо Луна.

### Мілонга
Цей вид музики виник у XIX столітті в районі річки Ріо-де-ла-Плата на території Аргентини, Уругваю і Бразилії, і досяг найвищого розвитку в 1870-х. Він походить від європейського пісенного жанру payada de contrapunto, виконуваного під акомпанемент гітари. Згодом він набув синкоп катомбе і породив танго.

### Канто популар
Популярна пісня або canto popular з'явилася в 1960-х на півночі й північному сході країни і пов'язана з культурами Аргентини і Бразилії. Ці пісні придумала творча інтелігенція, що не була пов'язана з економічною елітою країни і хотіла змін. Провідною силою були Лос Олімареньйос, Даніель Вільєтті і Альфредо Сітарроса.

## Класична музика
Засновником національної композиторської школи є Едуардо Фабіні (1883—1950). Відомі також композитори Клюзо Морте, Вісенте Асконе і Ектор Тосар. 1931 року створено Симфонічний оркестр Уругваю. 1954 року відкрито Державну консерваторію. В столиці є кілька концертних залів, серед яких Палац музики і палац Діаса.